# Девіантна наука
Девіа́нтна нау́ка — це система відхилень від основних цінностей справжньої науки. Наскрізною лінією девіації виступає підміна наукових норм позанауковими цінностями практики і світогляду. Деформації науки можуть стосуватися її ідеалів, філософських принципів і норм наукового дослідження.
Девіантна наука існує у вигляді широкого різноманіття форм. Одні з них виникли в далекій давнині (астрологія, алхімія), інші з'явися зовсім недавно (уфологія, парапсихологія). І все ж за своєю суттю вони єдині і є тим чи іншим відхиленням від ідеалів науки. Більшість сучасних форм девіантної науки виникло на кордоні науки і світогляду. Релігія і міф мають найбільшу деформуючу силу. На це вказують такі феномени, як «християнська фізика» (Ю. С. Владимиров), «універсальна термодинаміка» (А. И. Вейник) тощо. Якщо світоглядні ідеї, окрім свого абстрактного змісту, привносять ціннісний дух (спекулятивність, плюралізм відповідей тощо), то негативна деформація науки у вигляді деякої паразитної форми неминуча.
Історія науки демонструє тенденцію утворення різних форм девіантної науки. Їх можна класифікувати за ступенем відхилення від наукових принципів і норм: щось «ближче» (паранаука), щось «далі» (псевдонаука).